# Ростовский сельский округ
Росто́вский се́льский окру́г (каз. Ростов ауылдық округі) — административная единица в составе Бухар-Жырауского района Карагандинской области Казахстана. Административный центр — село Ростовка.

## История
Постановлением Правительства Республики Казахстан от 23 мая 1997 г. № 865 «О мерах по реализации Указа Президента Республики Казахстан "Об изменениях в административно-территориальном устройстве Алматинской, Восточно-Казахстанской, Карагандинской и Северо-Казахстанской областей», Ростовский сельский округ вошёл в состав Бухар-Жырауского района. 

## Состав
| № | Населённый пункт | Тип населённого пункта       | Код КАТО  | Географические координаты       | Население, чел. (2021 г.) |
| - | ---------------- | ---------------------------- | --------- | ------------------------------- | ------------------------- |
| 1 | Красная Нива     | село                         | 354075200 | 50°03′40″ с. ш. 72°29′25″ в. д. | ↘273                      |
| 2 | Кызылжар         | село                         | 354075300 | 49°58′55″ с. ш. 72°36′27″ в. д. | ↘629                      |
| 3 | Ростовка         | село, административный центр | 354075100 | 50°02′49″ с. ш. 72°40′56″ в. д. | ↘1776                     |

## Население
| Численность населения | Численность населения | Численность населения | Численность населения |
| 1989                  | 1999                  | 2009                  | 2021                  |
| --------------------- | --------------------- | --------------------- | --------------------- |
| 3091                  | ↘2782                 | ↗3042                 | ↘2678                 |